# Edmond Marie Petitjean
Pour les articles homonymes, voir Petitjean.
Edmond Marie Petitjean est un peintre et illustrateur français né le 5 juillet 1844 à Neufchâteau (Vosges) et mort le 7 août 1925 à Paris.

## Biographie
Peintre de paysages et de marines, Edmond Marie Petitjean expose pour la première fois au Salon en 1874. Il obtient une mention honorable au Salon des artistes français de 1881 et devient membre sociétaire de cette institution en 1883. Il obtient la médaille de 1re classe en 1884 et médaille de 2e classe l'année suivante.
Il peint plusieurs ports de l'Atlantique et séjourne à Dordrecht vers 1886. Il participe à la décoration de pavillons pour l'Exposition universelle de Paris de 1889 et y obtient une médaille d'argent. L'année suivante, il expose à Munich. Il est nommé chevalier de la Légion d'honneur en 1892.
En 1900, il participe à la décoration de la salle dorée du restaurant Le Train bleu de la gare de Lyon à Paris avec son panneau mural Le Puy. Il obtient une médaille d'or à l'Exposition universelle de 1900. 
Petitjean livre des dessins humoristiques à des périodiques comme Le Frou-frou, L'Assiette au beurre, etc.
Le 25 juin 1904, il épouse Jeanne Lauvernay, artiste peintre, connue sous le nom de Jeanne Lauvernay-Petitjean. Il meurt  le 7 août 1925 à son domicile au 48, boulevard des Batignolles dans le 17e arrondissement de Paris.

## Œuvres

### Œuvres dans les collections publiques
France
- Amiens, musée de Picardie :

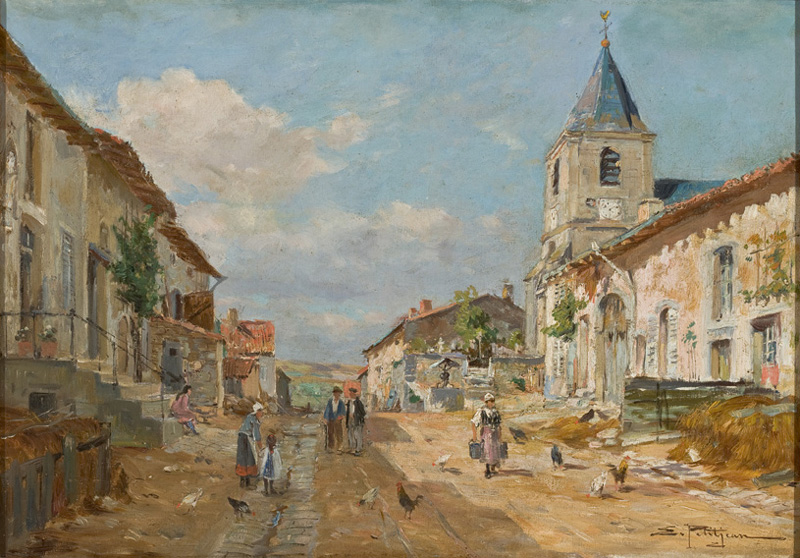
Rue d'un village (entre 1910 et 1920), musée d'Art de São Paulo.

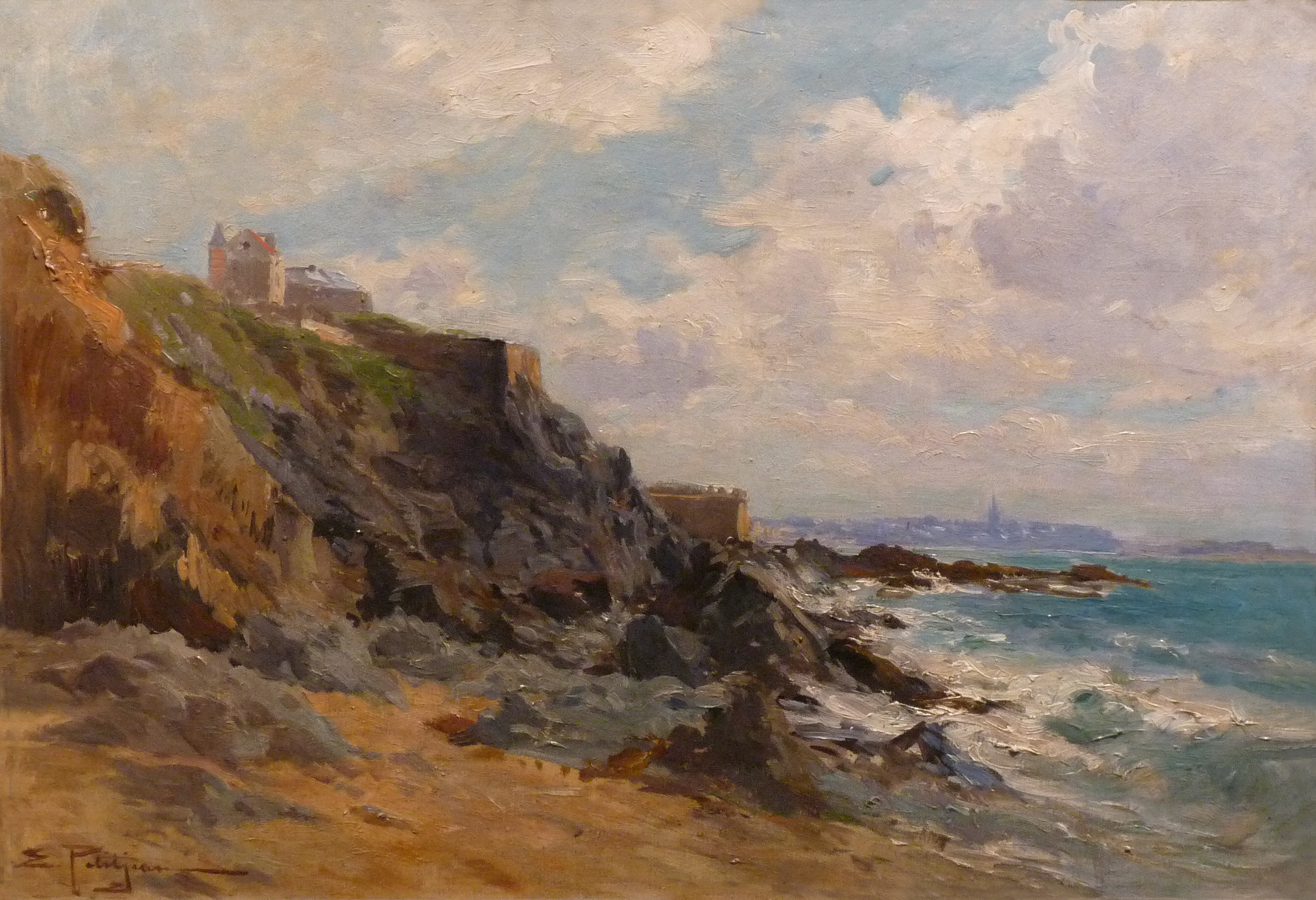
Les Roches de Rochebonne près de Saint-Malo, Remiremont, musée Charles de Bruyères.

  - Un village au pays de Neufchâteau, vers 1885, huile sur toile ;
  - Un hameau comtois, huile sur toile.
- Arras, abbaye Saint-Vaast : L'Entrée d'un bassin à Anvers, huile sur toile.
- Bordeaux, musée des Beaux-Arts : Concarneau, huile sur toile, 46 × 65 cm.
- Chambéry, musée des Beaux-Arts :
  - Paysage, 1892, huile sur toile, 48,7 × 67,3 cm ;
  - Le Port de La Rochelle par gros temps, 1895, huile sur toile, 130,5 × 185,5 cm.
- Cherbourg-en-Cotentin, musée Thomas-Henry : Les Remparts de Flessingue, en Hollande, huile sur toile.
- Digne-les-Bains, musée Gassendi : L'Écluse, huile sur toile.
- Dijon, musée des Beaux-Arts :
  - Le Ruisseau en Lorraine, vers 1903, huile sur toile, 99 × 150 cm ;
  - Une rue à Semur, vers 1923, huile sur toile, 140 × 171 cm.
- Ferrières-en-Brie, mairie : Joinville, 1890, huile sur toile, 130 × 195 cm, classé aux monuments historiques le 5 octobre 1995.
- Lille, palais des Beaux-Arts : Le Village de Beynac, huile sur toile, 147 × 202 cm.
- Marmande, hôtel de ville : Village, huile sur toile, 139 × 193 cm.
- Marseille, musée des Beaux-Arts : Paysage d'un cours d'eau dans un village, huile sur toile, 48,5 × 68 cm.
- Nancy, musée des Beaux-Arts : La Meuse à Verdun, 1891, huile sur toile.
- Vue d'un village surplombé d'un château en ruine, huile sur toile. Nemours, Château-Musée, inv. 2014.0.142Nemours, Château-Musée : 

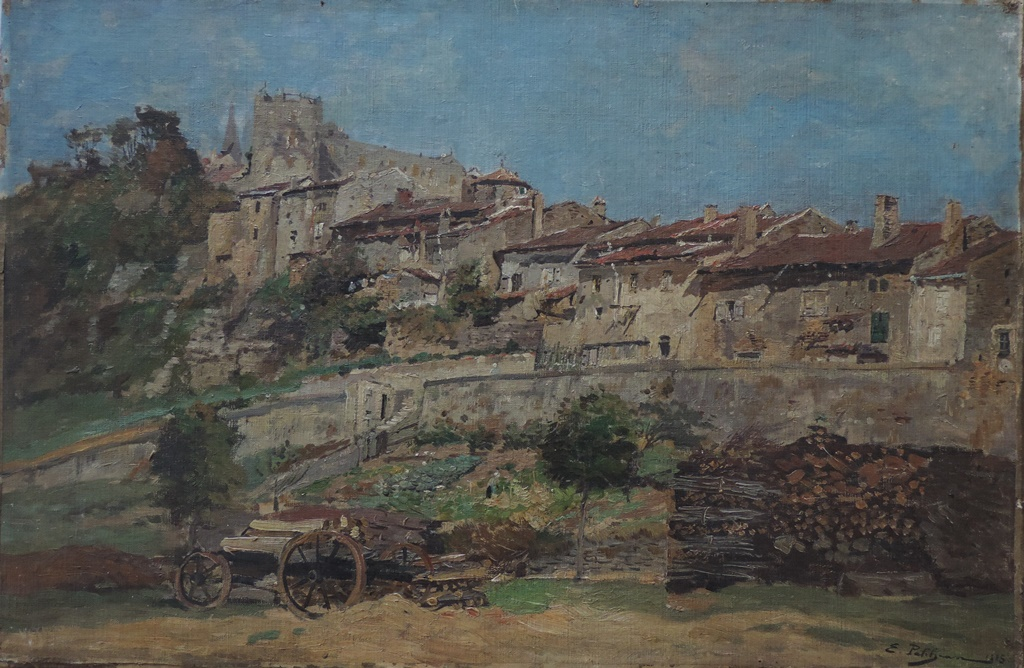
Vue d'un village surplombé d'un château en ruine, huile sur toile. Nemours, Château-Musée, inv. 2014.0.142

  - Vue d'un village surplombé d'un château en ruine, 1885, huile sur toile, 66 × 44 cm[4].
  - Le Vieux château et l'usine Darley à Nemours, 1907, huile sur toile, 46 x 65 cm.
  - Bords du Loing à Moret, huile sur toile, 48 x 68 cm.
- Paris :
  - gare de Lyon, restaurant Le Train bleu : Le Puy, 1900, huile sur toile marouflée.
  - musée du Louvre :
    - Verdun le soir, vers 1891, plume et encre de Chine sur trait mine de plomb sur papier, 32,6 × 43 cm.
    - Femme dans un paysage, encre noire, mine de plomb, aquarelle sur papier, 30,5 × 23 cm.

  - musée d'Orsay : Une rue à Liverdun, en Lorraine, 1885, huile sur toile, 131 × 200 cm.
  - Petit Palais :
    - Village de Gudmond, huile sur toile ;
    - Pont de Rochereuil, huile sur toile.
- Parthenay, musée d'art et d'histoire : 
  - La Vau Saint-Jacques  de Parthenay, huile sur toile, 60 x 81 cm ;
  - La porte de l'Horloge à Parthenay, huile sur toile, 46 x 65 cm ;
  - Fin d'automne à Parthenay, papier toilé, 46 x 56 cm ;
  - Vue du faubourg Saint-Paul de Parthenay, huile sur carton, 45 x 64,5 cm
- Reims, musée des Beaux-Arts
  - Florémont, village de Lorraine
- localisation inconnue :
  - Village de Lorraine, Salon des artistes français de 1903, huile sur toile, achat de l'État.
  - Rue de village en Lorraine, Salon des artistes français de 1924, huile sur toile, 89 × 130,5 cm, achat de l'État.

Grèce
- Athènes, Pinacothèque nationale : Quai, huile sur panneau, 46 × 65 cm[5].

### Illustrations
- « Oui, m'sieu l'agent, mais c'est pas nous », L'Assiette au beurre, no 181, 1901.
- « Au salon d'automne », Le Sourire, no 416, 19 octobre 1907.
- L'Assiette au beurre, 17 août 1908.
- « Jeux de bars », Le Rire, no 336, 10 juillet 1909.
- « Tripots »,Le Rire[Quand ?].

### Affiches
- Paris vivant journal humoristique, , 148 × 106 cm, Asnières, Imp. La Lithographie nouvelle.

## Salons
- 1874.
- Salon des artistes français :
  - 1881 : mention honorable.
  - 1884 : médaille de 3e classe.
  - 1885 : Une rue à Liverdun en Lorraine, médaille de 2e classe.
  - 1890 : Joinville, classée hors-concours, achetée par Alphonse de Rothschild pour la mairie de Ferrières-en-Brie.
  - 1891 : La Meuse à Verdun, achat de l'État.
  - 1892 : Florémont, village de Lorraine, achat de l'État.
  - 1895 : Le Port de La Rochelle par gros temps, achat de l'État
  - 1903 : Le Ruisseau en Lorraine ;  Village de Lorraine, achat de l'État.
  - 1920 : Fin d'hiver à Parthenay.
  - 1923 : Une rue à Semur.
  - 1924 : Rue de village en Lorraine.

## Expositions
- 1889 : Exposition universelle à Paris, médaille d'argent.
- 1890 : Munich, médaille.
- 1900 : Exposition universelle à Paris, médaille d'or.
- 1909 : Alaska-Yukon-Pacific Exposition, Seattle, médaille d'argent.
- 1926 : galeries Georges Petit, Paris.
- 1928 : galerie Charpentier, Paris.
- 1929 : galerie Scherbeck, Nancy.
- 1967 : Kaplan Gallery, Londres.
- 1973 : Kaplan Gallery, Londres.

## Distinctions
- 1892 : chevalier de la Légion d'honneur.

## Élèves
- Daniel Duchemin[réf. nécessaire]